# Barbara Bergmann
Barbara Rose Bergmann (New York,  20 juli 1927 - Bethesda (Maryland), 5 april 2015) was een Amerikaanse econoom. Ze was hoogleraar aan American University en aan de Universiteit van Maryland, College Park en ze was internationaal toonaangevend in de feministische economie.

## Biografie
Barbara Rose Bergmann werd in 1927 geboren in The Bronx, als dochter van Oost-Europese immigranten. Ze was op school erg goed in wiskunde, maar in andere vakken blonk ze bepaald niet uit. Ze had belangstelling voor maatschappelijke vraagstukken en koos voor een studie economie, aanvankelijk aan Cornell University, later aan het prestigieuze Harvard. In de tijd dat ze daar studeerde, de jaren vijftig van de twintigste eeuw, was de positie van vrouwen in een dergelijk instituut nog niet onomstreden. Ze mochten niet op alle afdelingen van de bibliotheek komen en moesten gescheiden van de mannen examen doen. Bergmann wist echter toch haar doctoraal te halen en te promoveren. Kort na haar promotie in 1958 werd ze stafmedewerker in het Witte Huis.
Van 1965 tot 1988 doceerde ze aan de University of Maryland; van 1988 tot 1997 aan de American University.
Ze was van 1990 tot 1992 voorzitter van de AAUP.
Bergmann was in 1992 een van de “founding mothers” van de International Association of Feminist Economics (IAFFE). In 1999-2000 was ze voorzitter.

## Feministische economie
Bergmann gebruikte in haar werk altijd consequent economische argumenten, en geen gelijke-rechten-argumenten, als ze onderzoek deed naar de economische positie van vrouwen. Centrale begrippen voor haar waren: productiviteit, efficiëntie, keuzevrijheid, marktmacht en economische instituties.
Ze ontwikkelde zich tot een van de grondleggers van de feministische economie, het vakgebied binnen de economische wetenschap dat zich bezighoudt met de invloed van sekse en gender-verhoudingen op economische posities van mannen en vrouwen en op de economie als geheel.
Haar belangrijkste theoretische bijdragen lagen op het vlak van de analyse van verdringingsprocessen op de arbeidsmarkt: veel werkende vrouwen werken in een beperkt aantal “roze” beroepen. Ze verdringen zich rondom dezelfde banen en drukken daarmee ongewild het loonniveau omlaag.